# 鄉 (斯拉夫)
鄉（羅馬化：volasts，羅馬化：volost）是基辅罗斯、莫斯科大公国和俄罗斯帝国的传统行政区划之一。